# Royal Opera House
The Royal Opera House je budova opery a baletu, která se nachází v Covent Garden, v centrálním Londýně. Rozlehlá budova je často označována podle umístění pouze jako "Covent Garden". V budově sídlí Královská opera (The Royal Opera), Královský balet (The Royal Ballet) a Orchestr královské opery (Orchestra of the Royal Opera House). Původní název byl The Theatre Royal (Královské divadlo). První představení se konalo v roce 1734. O rok později byla zahájena první Händelova operní sezóna. Mnoho jeho oper a oratorií bylo psáno specificky pro toto divadlo.
Současná budova je již třetím divadlem postaveným na tomto místě. Předchozí budovy zničily požáry v letech 1808 a 1856. Fasáda, foyer a hlediště pocházejí z roku 1858. Většina dalších částí divadelního komplexu je výsledkem rozsáhlé rekonstrukce z devadesátých let 20. století. Hlavní hlediště má 2 256 míst a je tak třetí největší v Londýně. Skládá se ze čtyř pater lóží a balkonů a galerie. Proscenium je široké 12,20 m a vysoké 14,80 m. Hlediště je na seznamu maximálně chráněných památek (Listed building Grade I.)

## Davenantůvpatent
Zakládací listinou Theatre Royal, Covent Garden se stalo povolení vydané v roce 1660 králem Karlem II. básníkovi a dramatikovi Williamu Davenantovi provozovat jednu ze dvou divadelních společností v Londýně (The Duke's Company). Dokument byl v držení opery až do 20. století. Krátce po první světové válce byl prodán americké univerzitní knihovně.

## První divadlo

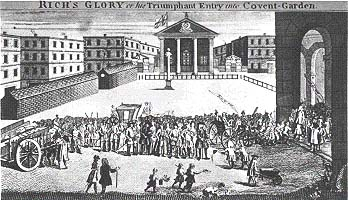
Otevření prvního divadla.

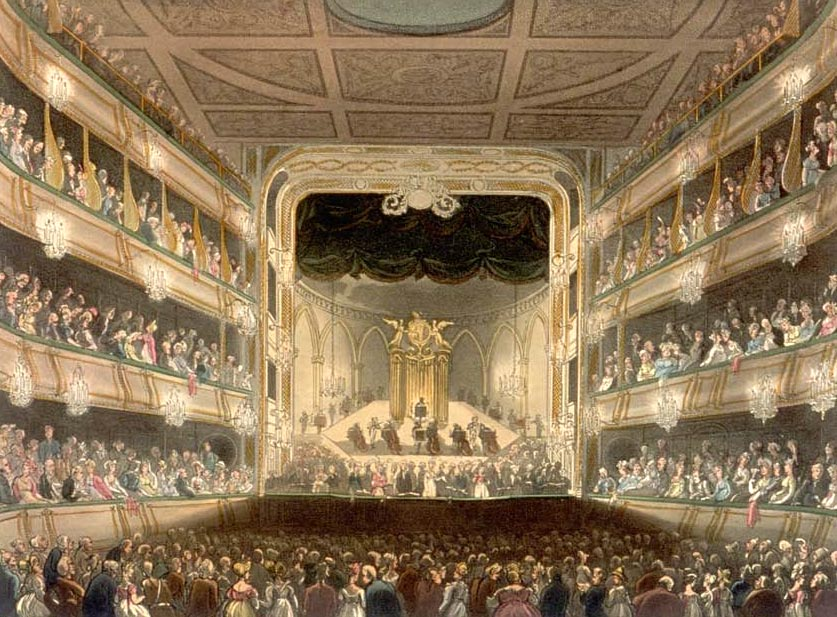
Divadlo v roce 1808 (krátce před požárem)

V roce 1728 si herec a manager divadelní společnosti Duke's Company hrající v Lincoln's Inn Fields Theatre, John Rich, objednal u dramatika Johna Gaye Žebráckou operu (The Beggar's Opera). Mimořádný úspěch tohoto představeni mu poskytl potřebný kapitál k postavení Královského divadla (Theatre Royal). Divadlo navrhl architekt Edward Shepherd. Bylo postaveno na části bývalé klášterní zahrady, kde již v roce 1630 postavil architekt Inigo Jones náměstí a kostel. Kromě toho byl královským rozhodnutím zřízen v této oblasti ovocný a zeleninový trh, který zde existoval až do roku 1974. Divadlo bylo otevřeno 7. prosince 1732 divadelní hrou Williama Congreve The Way of the World.
Během prvních sta let historie divadla sloužilo Theatre Royal primárně divadelním představením na základě královského patentu, který poskytoval právo na provozování mluvených dramat v Londýně pouze dvěma společnostem: Covent Garden a Drury Lane. Mezi nimi existovalo intensivní soutěžení. Často hrály ve stejnou dobu stejná představení. Teprve později zařadil John Rich do repertoáru také pantomimu, v níž vystupoval jako Harlekýn pod pseudonymem John Lun. Tradice příležitostného uvádění pantomimy přetrvala v divadle až do roku 1939.
V roce 1734 byl v Covent Garden uveden první balet, Pygmalion. Představení se stalo pozoruhodným i tím, že tanečnice Marie Sallé odložila tradiční korzet a tančila v průsvitných róbách. Georg Friedrich Händel byl sice jmenován hudebním ředitelem společnosti již v roce 1719, ale jeho první opera v Covent Garden, Ariodante, byla uvedena až v roce 1735. V dalším roce následovaly opery Alcina a Atalanta. V roce 1743 zde bylo s velkým úspěchem uvedeno oratorium Mesiáš a založilo tak tradici postních oratorních představení. V letech 1735–1759 uváděl Händel na tuto scénu své opery a oratoria. Mnoho z nich bylo psáno přímo pro Covent Garden nebo zde mělo svou londýnskou premiéru. Händel rovněž věnoval Johnu Richovi své varhany, které byly umístěny na významném místě jeviště. V roce 1792 architekt Henry Holland přestavěl a rozšířil divadelní hlediště. 20. září 1808 vypukl v divadle požár, který zničil nejen celé divadlo, ale i Händelovy varhany.

## Druhé divadlo

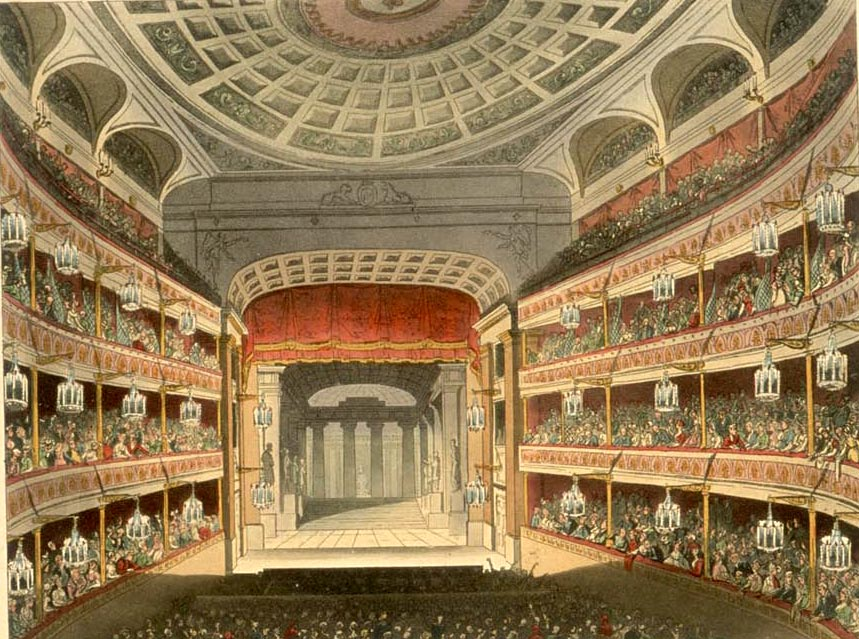
Druhé divadlo

Stavba nového divadla začala v prosinci 1808. Architektem byl Robert Smirke a druhé Theatre Royal, Covent Garden bylo otevřeno 18. září 1809 představením Shakespearova Macbetha a hudební komedií The Quaker. Herec a manager John Philip Kemble zvýšil ceny vstupenek, aby uhradil náklady přestavby a zvýšení nájmu z pozemků, které požadoval jejich vlastník, vévoda z Bedfordu. Opatření se stalo tak nepopulární, že diváci přerušovali představení bušením holemi, syčením, bručením i tancem. „Nepokoje za staré ceny“ (The Old Price Riots) trvaly dva měsíce, až nakonec vedení divadla ustoupilo a ceny vrátilo na původní úroveň.
V té době se i částečně změnil repertoár divadla. Opera i balet se sice hrály, ale již ne výlučně. Kemble angažoval nejznámější umělce té doby. Vedle dětské hvězdy Master Betty a clowna Josepha Grimaldiho, tragédky Sarah Siddonsovou a Elizu O'Neillovou i shakespearovské herce Williama Macreadyho, Edmunda Keana a jeho syna Charlese. 25. března 1833 Edmund Kean na jevišti zkolaboval během představení Othella a o dva měsíce později zemřel.
V roce 1817 byly svíčky a olejové lampy nahrazeny plynovým osvětlením a v roce 1837 došlo k dalšímu zlepšení osvětlení zavedením tzv. křídového neboli Drummondova světla (hořákem spalujícím vodík a kyslík byl doběla rozpálen váleček z oxidu vápenatého, anglický název „limelight“ je v přeneseném smyslu používán jako “světla ramp“).
V roce 1843 přijal britský parlament zákon (The Theatres Act 1843), který ukončil divadelní monopol na provozování divadelních her. V té době bylo hlavním místem provozování opery a baletu divadlo Her Majesty’s Theatre na ulici Haymarket ve West Endu. V roce 1846 dirigent Her Majesty’s Michael Costa přešel i s většinou své společnosti do Covent Garden. Hlediště bylo zcela přestavěno a divadlo bylo znovu otevřeno 6. dubna 1847 pod názvem Královská italská opera (Royal Italian Opera) představením opery Semiramis Gioacchina Rossiniho. Costa a všichni jeho následovníci uváděli opery pouze v italštině, a to i ty, které byly v originále komponovány na libreto v jiném jazyce. Tato praxe trvala až do roku 1892, kdy Gustav Mahler uvedl Wagnerovu tetralogii Prsten Nibelungův v originále. Pak bylo slovo "Italian" z názvu divadla v tichosti vypuštěno.
5. března 1856 divadlo opět vyhořelo.

## Třetí divadlo

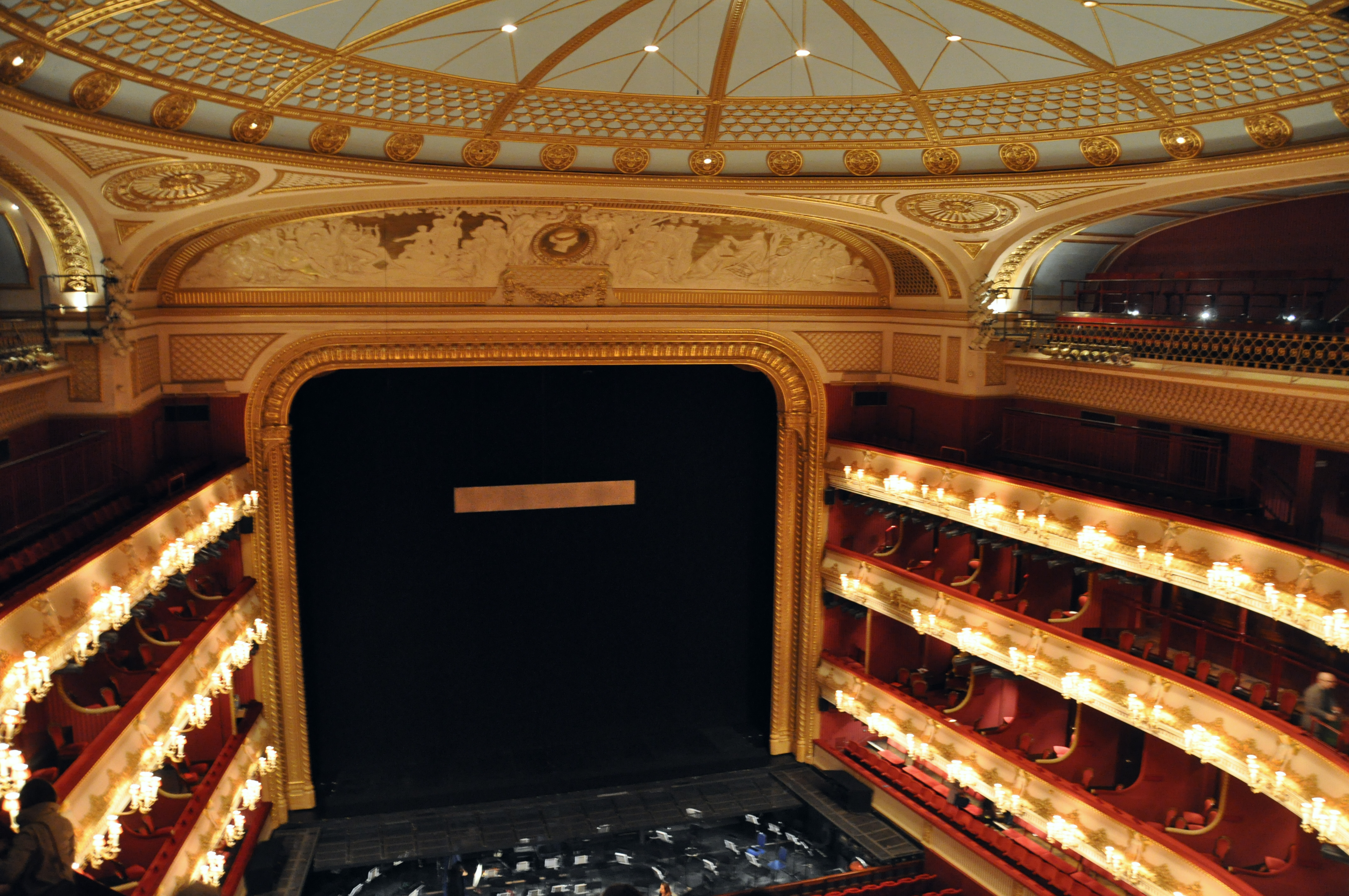
Hlediště divadla po rekonstrukci.

Práce na třetím divadle navrženém architektem Edwardem Middletonem Barry byly zahájeny hned v následujícím roce a nová budova (která je stále základem současného divadla) byla otevřena 15. května 1858 představením opery Les Huguenots (Hugenoti) Giacoma Meyerbeera. Soubor Královské anglické operní společnosti (The Royal English Opera company), který doposud působil v Theatre Royal, Drury Lane, přešel do Covent Garden 20. prosince 1858.
Královským operním domem (Royal Opera House – ROH) se divadlo stalo v roce 1892. Zvýšil se počet představení francouzských a německých oper a baletů. Divadlo bylo rovněž využíváno pro pantomimu, recitály a politické mítinky. Během 1. světové války bylo divadlo zabráno ministerstvem práce a sloužilo jako sklad nábytku.
Za 2. světové války se z divadla stal taneční sál a vypadalo to, že to už tak zůstane. Po dlouhých jednáních získalo smlouvu o pronájmu budovy hudební nakladatelství Boosey & Hawkes a navrhlo, aby byla v divadle obnovena představení opery a baletu. Byl vytvořen poradní a řídící orgán The Covent Garden Opera Trust, který si vzal za cíl učinit z Covent Garden národní centrum opery a baletu a vytvořit pro to ty nejlepší podmínky. Generálním managerem byl jmenován David Webster. Webster dosáhl toho, že rezidentním baletním souborem se stal Sadler's Wells Ballet a vytvořil zcela nový operní soubor složený z těch nejlepších britských hudebníků. Royal Opera House byl znovuotevřen 20. února 1946 představením Čajkovského baletu Šípková Růženka (Спящая красавица). První operní představení, Carmen George Bizeta, se konalo 14. ledna 1947.

## Rekonstrukce po roce 1980

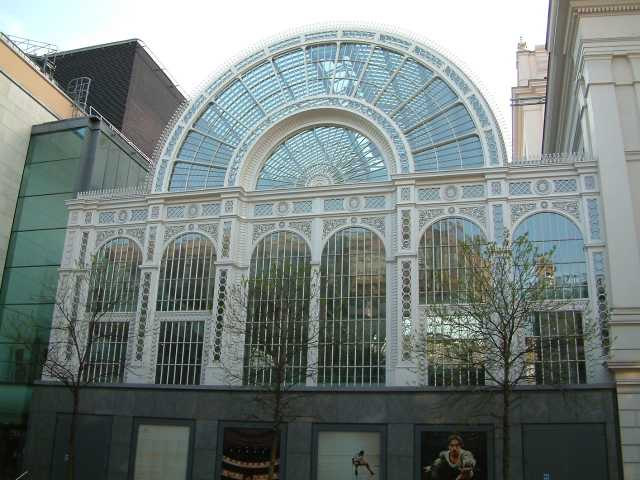
Paul Hamlyn Hall

Drobné opravy a úpravy divadla, zejména hlediště, proběhly v 60. letech, nicméně rostla potřeba celkové rekonstrukce. V roce 1975 rozhodla vláda o předání sousedících pozemků, aby mohla být provedena modernizace, přestavba a rozšíření divadla. Na počátku 80. let proběhla první fáze rekonstrukce spočívající v rozšíření zadní části divadla na rohu James Street. Vznikla tak dvě baletní studia, sborová a operní zkušebna a byly rozšířeny prostory šaten.
Výnos ze zvláštní umělecké loterie a soukromé příspěvky umožnily přistoupit k celkové rekonstrukci, která proběhla v letech 1997–1999. Velká část divadla spolu se sousedními budovami byla zbourána, aby bylo umožněno rozšíření celého komplexu. Hlediště zůstalo z větší části zachováno, ale více než polovina divadla je zcela nová. Vzniklo nová vstupní hala (Paul Hamlyn Hall) sloužící i jako koncertní a výstavní síň a nová divadelní scéna Linbury Studio Theatre. Royal Opera House se tak stal jedním z nejmodernějších divadel Evropy.